# Daniel J. Ryan

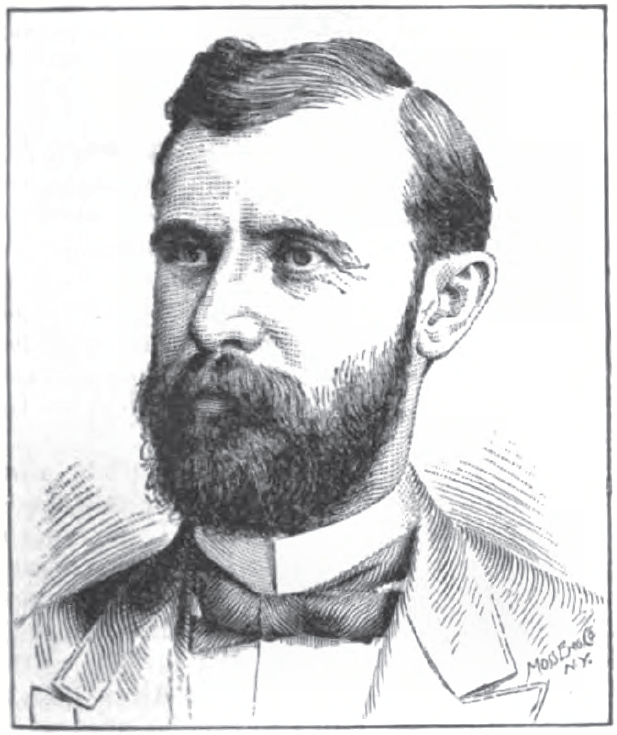
Daniel J. Ryan

Daniel Joseph Ryan (* 1. Januar 1855 in Cincinnati, Ohio; † 15. Juni 1923 in Columbus, Ohio) war ein US-amerikanischer Jurist und Politiker (Republikanische Partei). Er saß im Repräsentantenhaus von Ohio und war von 1889 bis 1892 Secretary of State von Ohio. Ferner war er als Schriftsteller tätig.

## Werdegang
Daniel Joseph Ryan, Sohn von Honora und John Ryan, beides Einwanderer aus Irland, wurde 1855 in Cincinnati geboren und lebte dort bis zu seinem siebten Lebensjahr. Die Familie Ryan zog dann nach Portsmouth (Ohio). In der Folgezeit besuchte er dort öffentliche Schulen und graduierte 1875 an der High School. Er studierte Jura. 1877 erhielt er seine Zulassung als Anwalt. Im April 1877 wurde er zum City Solicitor von Portsmouth gewählt und 1879 wiedergewählt. Ryan wurde 1883 in das Repräsentantenhaus von Ohio gewählt und 1885 wiedergewählt. Während seiner zweiten Amtszeit wurde er zum Speaker Pro Tempore gewählt. Ryan wurde 1888 zum Secretary of State von Ohio gewählt und 1890 wiedergewählt. Im April 1891 trat er zurück, um den Posten als Kommissar der Weltausstellung für den Staat Ohio anzutreten.
Der Posten als Secretary of State war sein letztes öffentliches Amt. In seinen letzten Jahren ging er wieder seiner Tätigkeit als Anwalt nach und widmete sich dem literarischen Schaffen. Ryan saß 34 Jahre lang im Stiftungsrat der Ohio History Society. Er verstarb am 15. Juni 1923 und wurde dann auf dem Green Lawn Cemetery beigesetzt.

## Familie
Daniel Joseph Ryan heiratete am 10. Januar 1884 Myra Luella Kerr (1858–1940) aus Portsmouth, Tochter von Frances Maria Thurston (1831–1883) und Augustus Pomeroy Kerr (1828–1878). Das Paar hatte fünf Kinder. Ihre ersten drei Kinder verstarben in der Kindheit, wohingegen die letzten zwei Töchter ihren Vater überlebten. Ihre Namen waren Elinor C. (* 1894) und Julia Eveleta (1888–1940).

## Werke (Auswahl)
- 1885: Arbitration between Capital and Labor: A History and an Argument
- 1888: A History of Ohio: With Biographical Sketches of Her Governors and the Ordinance of 1787
- 1911: The Civil War Literature of Ohio: A Bibliography with Explanatory and Historical Notes
- 1912: History of Ohio: The Rise and Progress of an American State, Band 1
- 1912: History of Ohio: The Rise and Progress of an American State, Band 2
- 1912: History of Ohio: The Rise and Progress of an American State, Band 3
- 1912: History of Ohio: The Rise and Progress of an American State, Band 4
- 1912: History of Ohio: The Rise and Progress of an American State, Band 5
- 1912: History of Ohio: The Rise and Progress of an American State, Band 6
- 1917: Ohio in Four Wars